# Elecciones presidenciales de Senegal de 2024
Las elecciones presidenciales se realizaron en Senegal el 24 de marzo de 2024. Originalmente estaban fijadas para el 25 de febrero pero fueron pospuestas por un decreto del presidente Macky Sall el 3 de febrero por un periodo indefinido. Posteriormente, el 5 de febrero, la Asamblea Nacional de Senegal fijó la fecha de las elecciones para el 15 de diciembre, casi diez meses después de la fecha original.  El presidente Macky Sall tiene prohibido constitucionalmente postularse para un tercer mandato.
Bassirou Diomaye Faye, candidato en sustitución de Ousmane Sonko, fue elegido presidente con el 54% de los votos, mientras que Amadou Ba, candidato de la coalición gobernante Unidos en la Esperanza (BBY), admitió pacíficamente su derrota. La victoria de Faye fue confirmada posteriormente por el Tribunal Supremo de Senegal. Fue investido presidente el 2 de abril.

## Antecedentes
El 17 de febrero de 2023, la víspera de que se revelara la fecha de las próximas elecciones, el candidato de la oposición senegalés, Ousmane Sonko, fue sacado por la fuerza de su vehículo en medio de manifestaciones ante un tribunal de Dakar donde se estaba celebrando su juicio. El líder de la oposición compareció ante el tribunal como parte de una demanda civil contra él por parte del ministro de turismo de Senegal por difamación e insultos públicos.
El 3 de julio de 2023, tras una serie de protestas por la condena de Sonko, el presidente en ejercicio Macky Sall declaró que no buscaría la reelección para un tercer mandato.
Las inscripciones para la candidatura se abrieron en octubre de 2023 y finalizaron el 26 de diciembre de 2023. La precampaña comenzó el 5 de enero de 2024, mientras que el periodo de campaña estaba previsto que comenzara el 4 de febrero, y que la primera vuelta tuviera lugar el 25 de febrero.

## Sistema electoral
El presidente de Senegal es elegido utilizando el sistema de dos rondas: Un candidato debe recibir más del 50 % de los votos para ser elegido en la primera ronda. Si ningún candidato cruza el umbral, se realizará una segunda ronda con los dos candidatos más votados. Ninguna persona podrá ser candidata a la presidencia si están:
condenados por crimen, condenados a una pena de prisión no suspensa o a una pena de prisión suspensa de duración superior a un mes, a que se junten multas por delitos como robo, burla, abuso de confianza, tráfico de estupefacientes, desvío de fondos públicos, corrupción y tráfico de influencia y falsificación de documentos. La misma medida abarca también los condenados por delitos a una pena de prisión superior a cinco años. (Artículo L31 del Código Electoral)
 Varios partidos han anunciado su intención de presentarse a las elecciones de 2024, pero primero deben recibir suficiente apoyo del público en general para pasar la etapa de patrocinio. Cualquier candidato presidencial debe recibir entre el 0,8 y el 1 por ciento de las firmas del electorado. Estas firmas deberán recogerse con un mínimo de 2 000 patrocinios en siete de las catorce regiones de Senegal.

## Candidatos
El 14 de julio de 2023, Sonko fue anunciado como candidato presidencial por PASTEF (Patriotes africains du Sénégal pour le travail, l'éthique et la fraternité o Patriotas Africanos de Senegal por el Trabajo, la Ética y la Fraternidad). La elegibilidad de Sonko como candidato no estaba clara debido a que recibió una sentencia de dos años de prisión en junio de 2023, lo que lo hacía no elegible para postularse según algunos expertos legales; aunque se señaló que no había agotado sus recursos ante la Corte Suprema, que podría revocar su sentencia. El 31 de julio de 2023, el gobierno senegalés disolvió el PASTEF.
En septiembre de 2023, Sall nominó al primer ministro Amadou Ba como candidato del partido gobernante Alianza por la República.
En enero de 2024, el candidato Thierno Alassane Sall presentó una denuncia contra Karim Wade por tener doble nacionalidad franco-senegalesa.
El 20 de enero de 2024, el Consejo Constitucional senegalés publicó la lista definitiva de candidatos a las elecciones presidenciales. Estaba compuesto por veinte candidatos, entre ellos el actual primer ministro senegalés Amadou Ba, los exjefes de gobierno Idrissa Seck y Mohammed Boun Abdallah Dionne, el exalcalde de Dakar Khalifa Sall y Bassirou Diomaye Faye, actualmente encarcelado. Las candidaturas de Ousmane Sonko y Karim Wade no fueron validadas. En enero de 2024, la Asamblea Nacional creó una comisión de investigación encargada de monitorear el proceso electoral.
El 18 de febrero de 2024, el gobierno senegalés pone fin a la comisión parlamentaria de investigación creada para aclarar la invalidación de la candidatura presidencial de Karim Wade. La comisión destaca que se ha abierto una investigación judicial que automáticamente pone fin a su misión.
El 19 de febrero de 2024, Rose Wardini renunció a las elecciones presidenciales tras la controversia sobre su doble nacionalidad franco-senegalesa.

## Aplazamiento
El 3 de febrero de 2024, Macky Sall anunció que había derogado el decreto que fijaba el 25 de febrero como fecha de las elecciones presidenciales, tras la creación de una comisión parlamentaria que investiga a dos jueces del Consejo Constitucional cuya integridad en el proceso electoral está cuestionada. El 5 de febrero de 2024, la Asamblea Nacional pospuso la votación hasta el 15 de diciembre de 2024 con una prórroga del presidente Macky Sall.
El 4 de febrero, la policía de Dakar lanzó gases lacrimógenos para dispersar a los manifestantes que protestaban contra el aplazamiento y detuvo a Aminata Touré y al candidato Anta Babacar Ngom, que habían asistido a una de las manifestaciones después de que los 19 candidatos de la oposición convocaran a sus seguidores a reunirse en las calles., incluso en una rotonda importante y frente a la Asamblea Nacional. Las autoridades también suspendieron y posteriormente revocaron la licencia de transmisión del canal de televisión privado Walf TV por su cobertura de las protestas, calificándola de "incitación a la violencia". Se vio a los manifestantes gritando "¡Macky Sall, dictador!" y estableciendo barricadas improvisadas, quemando neumáticos y arrojando piedras a la policía. El Ministerio de Comunicaciones, Telecomunicaciones y Economía Digital cortó el acceso a Internet móvil el 5 de febrero, alegando "la difusión de varios mensajes de odio y subversivos difundidos en las redes sociales en el contexto de amenazas y alteraciones del orden público".
En respuesta al aplazamiento y a las protestas posteriores, los expresidentes Abdou Diouf y Abdoulaye Wade pidieron a Macky Sall que organice "el diálogo nacional que ha anunciado, sin demora". También pidieron a los manifestantes que "pongan fin inmediatamente a la violencia".

### Anulación del aplazamiento y reanudación de las elecciones
Durante un diálogo nacional en Diamniadio, boicoteado por la oposición y al que sólo asistieron Amadou Ba y otro candidato el 26 de febrero,[cita requerida] Macky Sall anunció que las elecciones se celebrarían antes del inicio de la temporada de lluvias en julio y reiteró su compromiso de abandonar oficina como estaba previsto en abril. También presentó un proyecto de ley que proponía una amnistía general para los presos políticos recluidos desde 2021. En respuesta, Aar Sunu Election, que también boicoteó el proceso, convocó una huelga general el 27 de febrero. El 6 de marzo, el gobierno fijó la primera vuelta de las elecciones para el 24 de marzo, Macky Sall destituyó a Amadou Ba como primer ministro para permitirle centrarse en su campaña electoral y lo reemplazó por el ministro del Interior, Sidiki Kaba. El Consejo Constitucional aprobó la nueva fecha el 7 de marzo. El 14 de marzo, días antes de las elecciones, Sonko y Faye salieron de prisión tras la aprobación del proyecto de ley de amnistía, que les concedía unos días de campaña.

## Campaña
Bassirou Diomaye Faye hizo campaña sobre la creación de empleos, adoptó una postura firme contra la corrupción y prometió reexaminar los contratos energéticos. Se postuló bajo el lema "Diomaye mooy Ousmane", que significa "Diomaye es Ousmane" en wolof, y expresó su esperanza de que el carisma y el atractivo popular de Sonko entre la juventud de Senegal impulsaran su campaña. Faye anunció sus intenciones de implementar una reforma monetaria para financiar la economía de Senegal, eliminando el franco CFA como moneda del país. En su programa afirma que "realizará una reforma monetaria que permitirá a nuestro país tener su propia moneda", pero añadió que "la creación de una moneda requiere el respeto de las etapas del proceso". Añadió en rueda de prensa que creía que "no hay soberanía si no hay soberanía monetaria". Después de la preocupación de los inversores extranjeros, en marzo dijo que implementaría "primero una reforma monetaria a nivel subregional", antes de considerar la creación de una moneda nacional. También apoyó la ampliación de la zona de pesca exclusiva para los pescadores locales en 20 kilómetros para compensar las pérdidas de las flotas pesqueras extranjeras. Durante la campaña, Faye publicó una declaración de sus bienes y pidió a otros candidatos que hicieran lo mismo.
Amadou Ba afirmó que buscaba representar la continuidad y la estabilidad. Prometió continuar el legado de Macky Sall con un clima de inversión positivo y dijo que votar por él era un voto por "mayor paz y prosperidad". Criticó a Faye y Sonko diciendo que sus propuestas eran radicales y los calificó de "bandidos". Sostuvo que su trayectoria ministerial demostraba que supervisaría el desarrollo y crearía un millón de empleos en cinco años.
El 15 de marzo, un día después de su liberación de la cárcel, Faye reunió a cientos de seguidores en su primera aparición pública como candidato presidencial. El expresidente Abdoulaye Wade y su Partido Democrático Senegalés (PDS) respaldaron a Faye el mismo día, tras la descalificación de su hijo Karim Wade.  Cheikh Tidiane Dieye, otro candidato a las elecciones presidenciales, se retiró en favor de Faye. La ex primera ministra Aminata Touré, que tuvo un desacuerdo público con Macky Sall y abandonó la coalición gobernante en 2023, también respaldó a Faye.

## Conducta
Quinientos observadores estuvieron apostados en las oficinas electorales de todo el país y otros 500 viajaron entre los sitios para monitorear la votación. Su misión era asegurarse de que la votación se iniciara a tiempo y de que los candidatos estuvieran presentes en el recuento, además de vigilar cualquier interferencia o irregularidad. En la misión de observación también participó una coalición de grupos de la sociedad civil senegalesa, conocidos colectivamente como Cosce.

## Resultados
|                           | Bassirou Diomaye Faye     | PASTEF                                               | 2 434 751 | 54,28 |  |  |
|                           | Amadou Ba                 | Alianza por la República                             | 1 605 086 | 35,79 |  |  |
|                           | Aliou Mamadou Dia         | Partido por la Unidad y el Rally                     | 125 690   | 2,80  |  |  |
|                           | Khalifa Sall              | Manko Taxawu Sénégal                                 | 69 760    | 1,56  |  |  |
|                           | Idrissa Seck              | Rewmi                                                | 40 286    | 0,90  |  |  |
|                           | Thierno Alassane Sall     | República de Valores                                 | 25 946    | 0,58  |  |  |
|                           | Boubacar Camara           | Partido de la Construcción y la Solidaridad          | 23 359    | 0,52  |  |  |
|                           | Aly Ngouille Ndiaye       | Independiente                                        | 20 964    | 0,47  |  |  |
|                           | Papa Djibril Fall         | Los Sirvientes / MPR                                 | 18 304    | 0,41  |  |  |
|                           | Serigne Mboup             | Independiente                                        | 16 049    | 0,36  |  |  |
|                           | Daouda Ndiaye             | Independiente                                        | 15 895    | 0,35  |  |  |
|                           | Déthié Fall               | Partido Republicano para el Progreso                 | 15 836    | 0,35  |  |  |
|                           | Anta Babacar Ngom         | Alternativa para la Próxima Generación de Ciudadanos | 15 457    | 0,34  |  |  |
|                           | Cheikh Tidiane Dieye      | Independiente                                        | 15 172    | 0,34  |  |  |
|                           | El Hadji Mamadou Diao     | Independiente                                        | 14 591    | 0,33  |  |  |
|                           | Mamadou Lamine Diallo     | Unión Patriótica Nacional/Tekki                      | 9998      | 0,22  |  |  |
|                           | Mohammed Dionne           | Independiente                                        | 8435      | 0,19  |  |  |
|                           | Malick Gakou              | Gran Fiesta                                          | 6343      | 0,14  |  |  |
|                           | Habib Sy                  | Independiente                                        | 3206      | 0,07  |  |  |
|                           |                           |                                                      |           |       |  |  |
| Válidos                   | Válidos                   | Válidos                                              | 4 485 128 | 99,24 |  |  |
| Votos blancos e invalidos | Votos blancos e invalidos | Votos blancos e invalidos                            | 34 125    | 0,76  |  |  |
| Total                     | Total                     | Total                                                | 4 519 253 | 100   |  |  |
| Participación             | Participación             | Participación                                        | 7 371 890 | 61,30 |  |  |